# 154 km (obwód kałuski)
154 km, Sadowaja (ros. 154 км, Садовая) – przystanek kolejowy w miejscowości Muratowskij szczebzawod, w okręgu miejskim Kaługa, w obwodzie kałuskim, w Rosji. Położony jest na linii Wiaźma – Kaługa – Tuła.